# Podallea manselli
Podallea manselli är en insektsart som beskrevs av U. Aspöck och H. Aspöck 1988. Podallea manselli ingår i släktet Podallea och familjen Berothidae. Inga underarter finns listade i Catalogue of Life.